# Savart (musique)
Le savart est une unité logarithmique utilisée en musicologie pour la mesure fine des intervalles. Il a été décrit pour la première fois, au début du XXe siècle, par Auguste Guillemin (1842-1914), qui l'a nommé d'après le médecin chirurgien et physicien français Félix Savart.

## Histoire
Le savart apparaît pour la première fois dans une note d'Auguste Guillemin, professeur au lycée et à l'École de médecine et de pharmacie d'Alger, publiée en 1902 dans les comptes rendus de l'Académie française des sciences. Guillemin propose d'utiliser le savart pour les radiations sonores, lumineuses et électriques, les températures, la hauteur des planètes et les distances entre elles représentées par des notes de la gamme, concluant que « l'échelle universelle qui convient le mieux à la classification de tous les mouvements périodiques doit être graduée en savarts ». Selon Guillemin, la valeur exprimée en savarts d'un intervalle entre deux fréquences est le logarithme décimal du rapport de ces fréquences. Le savart, pour Guillemin, était le logarithme de la décade, c'est-à-dire du rapport 10/1, dont la valeur est 1. En musique, le rapport 10/1 est celui d'un intervalle de trois octaves et une tierce majeure pure ; selon cette définition, la valeur d'un intervalle plus serré est donc comprise entre 0 et 1 savart. Guillemin propose aussi le « millisavart » : la valeur d'un intervalle exprimée en millisavarts vaut mille fois la valeur de cet intervalle exprimée en savarts. En pratique, le millisavart est rapidement devenu le savart lui-même.
Le savart est analogue à l'heptaméride que Joseph Sauveur avait défini au début du XVIIIe siècle. Guillemin l'a nommé « savart » en hommage à l’acousticien Félix Savart (1791-1841), qui ne s'était néanmoins pas occupé de mesure des intervalles. Le savart a été attribué à Félix Savart lui-même dans plusieurs sources anglo-saxonnes de 1944, ; il a par la suite été présenté comme datant du XIXe siècle et donc antérieur au cent.
Les mesures en savarts ont été pratiquées surtout en France, notamment dans le Laboratoire d'Acoustique Musicale (LAM) d'Émile Leipp, mais elles ne sont pratiquement plus utilisées aujourd'hui.

## Valeur d'un intervalle en savarts
L'intervalle en savarts entre deux fréquences est égal à mille fois le logarithme décimal de leur rapport.
La valeur {\displaystyle s} exprimée en savarts d'un intervalle entre deux fréquences {\displaystyle f_{1}} et {\displaystyle f_{2}} est donc calculée selon :
Pour une décade, dans laquelle {\displaystyle f_{2}/f_{1}} = 10, l'intervalle vaut {\displaystyle s} = 1000 savarts. Mais cette formule donne le plus souvent un nombre non entier dont les décimales ne sont pas nécessairement pertinentes. L'octave, par exemple, dans laquelle {\displaystyle f_{2}/f_{1}} = 2, vaut 301,029 995 664… savarts et a été décrite comme valant approximativement 301,03 ou 301 savarts, arrondi souvent à 300 savarts par commodité. Ces différences sont négligeables.
Un intervalle {\displaystyle s} exprimé en savarts se convertit en rapport de fréquences selon :
Un savart, obtenu pour {\displaystyle f_{2}/f_{1}} = 101/1000 ≈ 1,0023, vaut environ quatre cents.

## Avantages
L'acousticien Robert W. Young note en 1939 que « le principal mérite de cette unité [le savart] tient dans la disponibilité usuelle de tables de logarithmes communs [c'est-à-dire à base 10] ». C'est sans doute ce que pensait aussi Émile Leipp.
Il a été dit que le savart est la mesure du plus petit intervalle perceptible à l'audition,,. Cependant, la discrimination des fréquences dépend de nombreux facteurs et il n'est pas possible d'en établir la mesure dans l'absolu. Des expériences réalisées avec des sujets entraînés ont conclu que le seuil de détectabilité d'un écart de fréquence entre sons purs successifs est, pour des fréquences moyennes à un niveau de 50 dB SPL, de 2 ou trois pour mille ; le savart correspond à une variation de fréquence de 2 ‰. Pour les sons complexes, le seuil de discrimination est un peu moindre.

## Exemple d'application
Dans le tableau suivant sont comparés les intervalles exprimés en savarts des gamme naturelle, gamme de Pythagore et gamme tempérée.
| Note par rapport au do | Gamme                       | Gamme             | Gamme                       | Gamme             | Gamme                       | Gamme             |
| Note par rapport au do | naturelle                   | naturelle         | de Pythagore                | de Pythagore      | tempérée                    | tempérée          |
| Note par rapport au do | {\displaystyle f_{2}/f_{1}} | {\displaystyle s} | {\displaystyle f_{2}/f_{1}} | {\displaystyle s} | {\displaystyle f_{2}/f_{1}} | {\displaystyle s} |
| ---------------------- | --------------------------- | ----------------- | --------------------------- | ----------------- | --------------------------- | ----------------- |
| do (unisson)           | 1                           | 0                 | 1                           | 0                 | 1                           | 0                 |
| ré                     | 9/8                         | 51                | 9/8                         | 51                | 22/12                       | 50,15             |
| mi (tierce majeure)    | 5/4                         | 97                | 81/64                       | 102               | 24/12                       | 100,3             |
| fa                     | 4/3                         | 125               | 4/3                         | 125               | 25/12                       | 125,4             |
| sol (quinte)           | 3/2                         | 176               | 3/2                         | 176               | 27/12                       | 175,5             |
| la                     | 5/3                         | 222               | 27/16                       | 227               | 29/12                       | 225,7             |
| si                     | 15/8                        | 273               | 243/128                     | 278               | 211/12                      | 275,9             |
| do (octave)            | 2                           | 301               | 2                           | 301               | 2                           | 301               |

Cette étude montre, par exemple, les écarts entre tons do–ré de ces gammes : respectivement 51 savarts, 51 savarts et 50,15 savarts. Les demi-tons mi–fa et si–do valent respectivement 28 savarts, 23 savarts et 25,1 savarts.